# Визуализация (психология)
Визуализа́ция (в психологии) — процесс перевода мысленных, словесных представлений в зрительные (визуальные) образы. Это осознанное представление, активное воображение ситуаций, воспоминаний, замыслов и погружение в них (для изменения физического состояния, повышения защитных сил организма и прочего), которыми можно управлять. Часто используется в популярной психологии как мысленное представление будущей успешной деятельности.
Применяется в медицинской (в том числе при гипнотерапии), психологической, спортивной и других сферах.

## Методики визуализации
В индуизме и ваджраяне (буддийской тантре) широко использовались и используются визуализации - многие приёмы оттуда давно почерпнуты психотерапией. Доказано, что в разных структурах мозга (прежде всего в коре)  происходят функциональные изменения (в том числе на ЭЭГ), связанные с использованием приёмов визуализации, улучшающие процессы торможения, пластичности мозга, субъективно ведущие к ощущению большего спокойствия и умиротворённости.
В  общей психотерапии приём визуализации используется для изменения негативных образов. Психолог направляет воображение клиента, который последовательно визуализирует новый позитивный образ и доводит его до логического завершения.
При использовании методики систематической десенсибилизации напротив представляются устрашающие образы на фоне мышечного расслабления. В поведенческой психотерапии визуализация используется в технике имплозии. При классическом гипнозе внушаются нужные зрительные образы с определённым терапевтическим смыслом. Визуализация также широко используется в НЛП.
В популярной психологии и эзотерической практике визуализация часто используется как помощь, тренировка в достижении цели, успеха; визуализировать желаемый результат предлагается с максимальной достоверностью, энергией, верой, оптимизмом, игнорируя сомнения и проигрывая образы множество раз.

## Научное обоснование
Например, методом функционального ядерно-магнитного резонанса было подтверждено, что при мысленном представлении какого-либо предмета у человека в зрительной коре происходит такое же повышение активности в виде усиления кровотока как и при реальном восприятии предмета.